# La Teulera (Novelda)
La Teulera ist ein Bezirk oder Weiler von Novelda (Gemeinde Vinalopó Mitjà), der zwischen dem Fluss Vinalopó und dem Bahnhof im Norden der Stadt auf 267 Meter über dem Meeresspiegel liegt. Das baumbestandene Gebiet mit Olivenbäumen, Johannisbrotbäumen, Palmen und Kiefern wird zum Teil landwirtschaftlich genutzt. Der an den Fluss angrenzende Teil wurde Anfang des 21. Jahrhunderts von invasiven Kakteen gesäubert  und mit einheimischen Gewächsen, hauptsächlich Sträuchern, bepflanzt. La Teulera befindet sich inmitten verschiedener Wege bzw. bekannter Wanderrouten.

## Toponymie
La Teulera ist in der offiziellen Liste der Toponyme der Onomastikabteilung der Acadèmia Valenciana de la Llengua (Valencianische Sprachakademie) im Abschnitt Parzellen und Orte von Novelda eingetragen. Der Name stammt von der alten Ziegelmanufaktur, die sich dort befand, da die nötigen Rohstoffe, wie Ton und Wasser vom Fluss in unmittelbarer Nähe zur Verfügung standen. 
In Bezug auf Standorte alter Werkstätten dieser Art wird der Name Teulera auch für viele andere Orte, Verwaltungseinheiten oder ländliche Ortschaften, im selben Sprachraum benutzt, wie z. B. La Teulera (Palma), Torre de Cala Teulera (Menorca), La Teulera (La Torre de Cabdella), (Katalonien).